# Tomás Rincón
Tomás Rincón   (San Cristóbal, 13 de gener de 1988) és un futbolista veneçolà de la dècada de 2010 que fou internacional amb la selecció de Veneçuela. Pel que fa a clubs, fou jugador, entre d'altres, d'Hamburger SV, Genoa CFC, Juventus FC i Torino FC.